# 凱恩里弗鎮區 (北卡羅萊納州揚西縣)
凱恩里弗鎮區（英語：Cane River Township）是位於美國北卡羅萊納州揚西縣的一個鎮區。

## 地方資料
凱恩里弗鎮區的面積為64.23平方千米，皆為陸地。根據2020年美國人口普查的數據，當地共有人口1558人，而人口密度為每平方千米24.26人。